# Stefan Bocskay
Stefan II Bocskay (ur. 1 stycznia 1557 w Klużu-Napoce, zm. 29 grudnia 1606 w Koszycach) – przywódca antyhabsburskiego powstania na Węgrzech, szwagier Krzysztofa Batorego, książę Siedmiogrodu w latach 1605–1606.

## Życiorys

### Początki kariery politycznej
Stefan Bocskay pochodził z rodziny przeciwników politycznych pierwszego księcia Siedmiogrodu Jana Zapolyi. Urodził się w czasie, gdy jego rodzice – Jerzy Bocskay i Krystyna Sulyok – przebywali w książęcym więzieniu. Młodość spędził na dworze cesarza Maksymiliana II. W 1576 powrócił z wygnania i związał się politycznie z dworem Batorych. Jako powinowaty księcia Krzysztofa Batorego, szybko uzyskał dość duże wpływy. W 1581 został jednym z dwunastu regentów przy małoletnim Zygmuncie Batorym. Od 1588 należał do jego najbliższych współpracowników i doradców. W 1599 sprzeciwił się przekazaniu tronu Andrzejowi Batoremu, przeczuwając nieuniknioną wojnę z Rudolfem II Habsburgiem. Krytycznie nastawiony do polityki Batorych, odsunął się od książęcego dworu. Po zajęciu przez Michała Walecznego Siedmiogrodu, a następnie po wkroczeniu do Transylwanii wojsk habsburskich, zdecydował się podjąć walkę z okupantem i rozpoczął przygotowania do wywołania powstania narodowego.

### Powstanie Bocskaya
W 1604, pod pretekstem walki z nadużyciami i gwałtami austriackiego komendanta Koszyc, Stefan Bocskay pozyskał dla swojej sprawy hajduków i z ich pomocą utworzył powstańczą armię, zorganizowaną na wzór szeklerów. Przekonał do siebie szlachtę, a nawet niektórych magnatów. Zjednał sobie chłopów i protestanckich mieszczan, którym obiecał nowe prawa i przywileje. Wkrótce rozpoczął również potajemne negocjacje z Turcją.
15 października 1604, w bitwie pod Álmosd, pokonał wojska habsburskie i podporządkował swojej władzy Słowację. Po zdobyciu Koszyc otrzymał od sułtana tureckiego akceptację do objęcia tronu w Siedmiogrodzie. 21 lutego 1605 sejm siedmiogrodzki w Mediaș wybrał go księciem Siedmiogrodu i Węgier. Dążąc do zjednoczenia kraju, Stefan Bocskay zaczął zabiegać o tytuł królewski. W tym celu prowadził dalsze negocjacje z Ahmedem I. W kwietniu 1605 otrzymał z rąk wielkiego wezyra Lala Mehmeda Paszy koronę i przyzwolenie od sułtana na używanie tytułu króla Węgier i na koronację.
Współpraca Stefana Bocskaya z armią turecką pozwoliła mu na szybkie opanowanie całych Węgier, spowodowała jednak również umocnienie się Porty Osmańskiej kosztem Księstwa Siedmiogrodu. Bocskay obawiając się, że może stać się marionetką w rękach sułtana postanowił prowadzić własną politykę i wykorzystać toczącą się wojnę austriacko-turecką. W tym celu podjął zabiegi dyplomatycznych i jako mediator dwóch stron próbował zakończyć konflikt zbrojny. Kosztem zrzeczenia się pretensji do tytułu królewskiego i uznania dzięki temu przez Habsburgów suwerennych rządów w Siedmiogrodzie, Stefan Bocskay zawarł 23 czerwca 1606 traktat pokojowy w Wiedniu, a następnie podjął się mediacji między sułtanem a cesarzem. Jego działania zakończyły się podpisaniem przez wojujące strony 11 listopada 1606 traktatu pokojowego w Zsitvatorok. Od tego czasu Siedmiogród stał się praktycznie niepodległy.
Krótko po odniesieniu sukcesu politycznego Stefan Bocskay nagle zmarł w Koszycach (prawdopodobnie otruty przez kanclerza Michała Kathaya). Nie mając potomków, na swego następcę wyznaczył Bálinta Homonnaya. Sejm siedmiogrodzki nie uszanował jednak tej woli i na elekcji wybrał księciem Siedmiogrodu Zygmunta Rakoczego.
Bocskay pochowany został w katedrze Świętego Michała w Alba Iulia, która jest nekropolią książąt Siedmiogrodu.

## Działacz religijny
Stefan Bocskay był wyznawcą kalwinizmu. W okresie jego rządów w Siedmiogrodzie przywrócono tolerancję religijną, którą potwierdził sejm węgierski 13 grudnia 1606.
Postać Stefana Bocskaya została upamiętniona na pomniku Reformacji w Genewie, wśród sześciu najwybitniejszych mężów stanu, którzy odegrali znaczącą rolę w rozwoju Kościołów ewangelicko-reformowanych.